# چارلی آدام
چارلز گراهام آدام (انگلیسی: Charles Graham Adam؛ زادهٔ ۱۰ دسامبر ۱۹۸۵) بازیکن فوتبال اهل اسکاتلند است.

## باشگاهی
از باشگاه‌هایی که در آن بازی کرده‌است می‌توان به رنجرز، سنت میرن، بلکپول، لیورپول، استوک سیتی، ردینگ اشاره کرد.

## تیم ملی
وی همچنین در تیم ملی فوتبال اسکاتلند بازی کرده‌است.